# 馬永巴
馬永巴是西非國家加蓬的城鎮，位於該國西南部大西洋沿岸，由尼揚加省負責管轄，南面20公里是馬永巴國家公園，鎮上沙灘是棱皮龜的產卵地，人口約2,500。
3°25′S 10°39′E / 3.417°S 10.650°E